# Заман
Заман (на турски: Zaman) е важен турски ежедневник с голям тираж, от порядъка на 650 000 броя. Основан е през 1986 година и през 1995 г. става първият турски всекидневник с онлайн страница. В него се поместват национални, международни, бизнес и други новини. Колумнистите му отразяват текущи събития, интервюта, както и секция за култура. Вестник Заман има и българско издание.
Въпреки че е свързан с движението на Гюлен на ислямския проповедник Фетхуллах Гюлен, Заман не е притежание на Гюлен. Вестникът е консервативно настроен, с умерено ислямски мироглед. Обявява, че е поддръжник на демократизацията и секуларизацията, но според мнозина Заман е ислямски или ислямистки източник.
Отначало подкрепя ислямистката Партия за справедливост и развитие, но с нарастването на влиянието и авторитаризма на нейния лидер и турски премиер Реджеп Ердоган, тя става по-критична. На 4 март 2016 г. турското правителство изземва контрола върху опозиционния вестник, с което се нанася удар по свободата на печата в страната.